# Рая (Казепяе)
Ра́я (ест. Raja küla, рос. Раюша) — село в Естонії, у волості Казепяе повіту Йиґевамаа.

## Населення
Чисельність населення на 31 грудня 2011 року становила 395 осіб.

## Пам'ятки

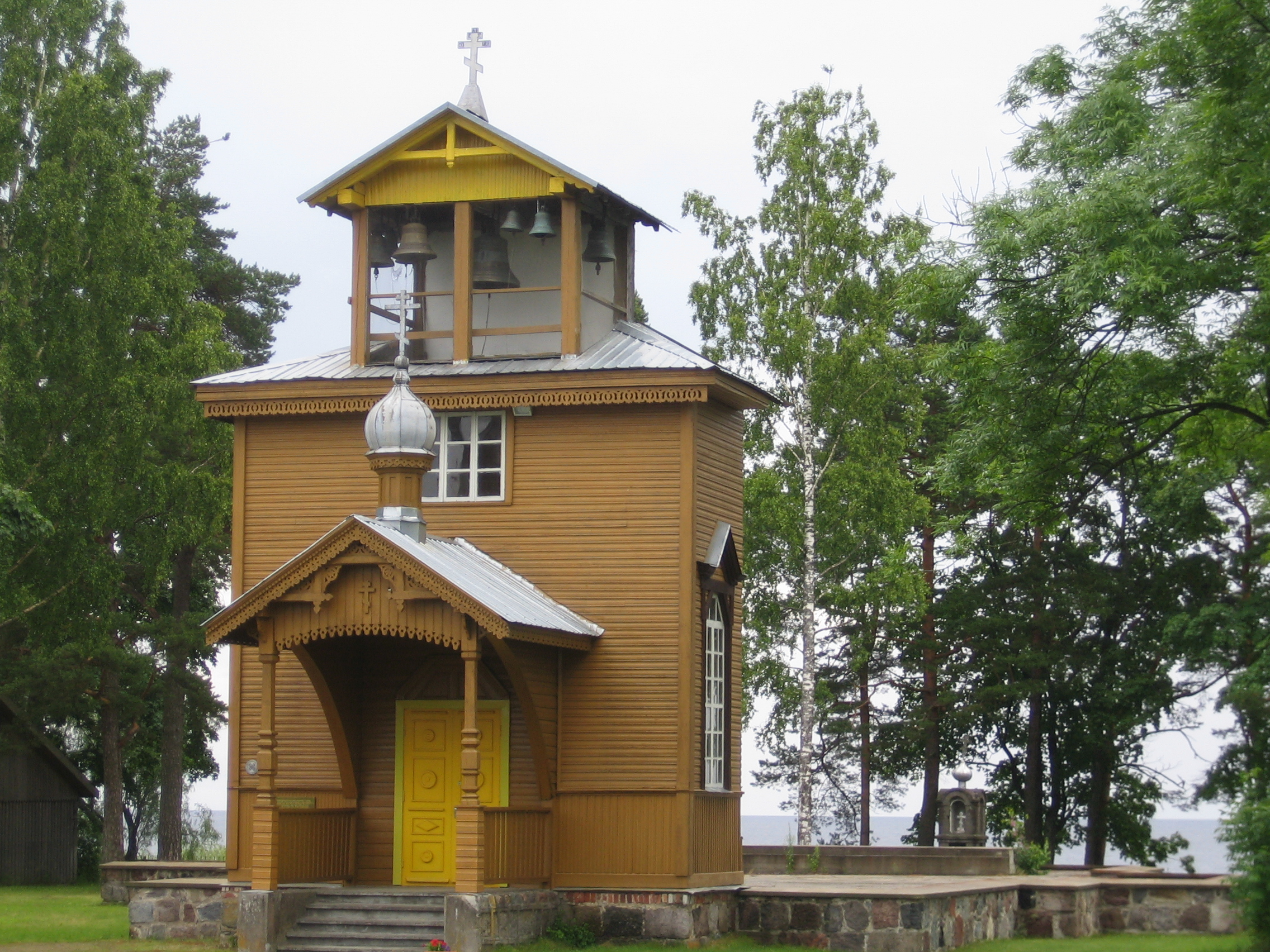
Дзвіниця старообрядницької церкви

У селі 1879 року була побудована старообрядницька церква. 1944 року будівля церкви була знищена. 1990 року відновили дзвіницю церкви.